# Нузык
Нузык — река в России, протекает в Республике Удмуртия. Устье реки находится в 173 км по левому берегу реки Кильмезь. Длина реки составляет 21 км, площадь водосборного бассейна 148 км².
Исток реки в Увинском районе у нежилой деревни Макрушино севернее села Сям-Можга. Река течёт на север, вскоре после истока преодолевает небольшой участок по Сюмсинскому району, остальное течение располагается в Селтинском районе. Протекает через деревни Мельничата и Истомино, а также через село Халды. В Мельничатах и Халдах на реке небольшие запруды. Впадает в Кильмезь ниже деревни Виняшур-Бия.

## Данные водного реестра
По данным государственного водного реестра России относится к Камскому бассейновому округу, водохозяйственный участок реки — Вятка от водомерного поста посёлка городского типа Аркуль до города Вятские Поляны, речной подбассейн реки — Вятка. Речной бассейн реки — Кама.
Код объекта в государственном водном реестре — 10010300512111100038798.